# Wolfgang Novogratz
Wolfgang Remus Novogratz (* 9. Mai 1997 in New York City, New York) ist ein US-amerikanischer Schauspieler.

## Leben und Karriere
Wolfgang Novogratz stammt aus dem New Yorker Stadtbezirk Manhattan. Er ist das älteste von insgesamt sieben Kindern eines Maklerehepaares, die es mit ihrer Arbeit in das Reality-TV schafften. Er selbst stand ab 2010 für einige der Fernsehshows seiner Eltern vor der Kamera. Während seiner Schulzeit war er ein begeisterter Basketballspieler. Die Sportart stellte seine erste große Leidenschaft dar. Aufgrund seiner guten Leistungen wurden ihm Stipendien von mehreren Universitäten angeboten. Novogratz rückte später davon ab, als Basketballspieler Karriere zu machen, und ging stattdessen nach London, wo er eine Theaterschule besuchte. Erste Schauspielerfahrungen in den USA sammelte er in Theaterproduktionen im Großraum von Los Angeles.
2017 übernahm Novogratz im Kurzfilm Buckets seine erste Rolle vor der Kamera. Ein Jahr darauf war er als Dave im Film Assassination Nation zu sehen und stellte die Figur Drew in der Filmkomödie Sierra Burgess Is a Loser dar. 2019 übernahm er als Chris eine Nebenrolle im Filmdrama Yes, God, Yes – Böse Mädchen beichten nicht und war zudem in der Liebeskomödie The Last Summer in der Rolle des Foster zu sehen. 2020 war er als Trig Carson in der Romantischen Komödie Nur die halbe Geschichte zu sehen und übernahm zudem als Nick eine zentrale Rolle im Tanzfilm Feel the Beat, der beim Video-on-Demand-Anbieter Netflix veröffentlicht wurde.

## Filmografie (Auswahl)
- 2017: Buckets (Kurzfilm)
- 2018: Assassination Nation
- 2018: Grow-ish (Fernsehserie, Episode 1x10)
- 2018: Sierra Burgess Is a Loser
- 2019: Yes, God, Yes – Böse Mädchen beichten nicht (Yes, God, Yes)
- 2019: The Last Summer
- 2020: Nur die halbe Geschichte (The Half of It)
- 2020: Feel the Beat
- 2024: Tarot – Tödliche Prophezeiung (Tarot)